# كاسترو فيليبو
كاستروفيليبو (بالإيطالية: Castrofilippo)‏ هي بلدية في مقاطعة أغريجنتو في صقلية الإيطالية.

## السكان
في سنة 1861 بلغ عدد السكان 2٬557 نسمة، وتطور العدد ليصل في سنة 2011 لـ 3٬020 نسمة.
يظهر هذا المخطط البياني تطور النمو السكاني لـ كاسترو فيليبو